# Kopparvägstekel
Kopparvägstekel (Arachnospila fuscomarginata) är en stekelart som först beskrevs av Thomson 1870.  Kopparvägstekel ingår i släktet Arachnospila, och familjen vägsteklar. Enligt den finländska rödlistan är arten sårbar i Finland. Arten är reproducerande i Sverige. Artens livsmiljö är åsmoskogar.